# Mexiko na Letních olympijských hrách 1952
Mexiko se účastnilo Letní olympiády 1952 ve finských Helsinkách. Zastupovalo ho 64 sportovců (61 mužů a 3 ženy) ve 13 sportech.

## Medailisté
| Medaile | Jméno           | Sport         | Soutěž        |
| ------- | --------------- | ------------- | ------------- |
| Stříbro | Joaquín Capilla | Skoky do vody | Muži věž 10 m |